# Los Freseros
Los Freseros är en ort i Mexiko.   Den ligger i kommunen Ixtlahuacán de los Membrillos och delstaten Jalisco, i den centrala delen av landet, 400 km väster om huvudstaden Mexico City. Los Freseros ligger 1 528 meter över havet och antalet invånare är 784.
Terrängen runt Los Freseros är kuperad åt sydost, men åt nordväst är den platt. Runt Los Freseros är det tätbefolkat, med 636 invånare per kvadratkilometer. Närmaste större samhälle är Chapala, 14,1 km söder om Los Freseros. I omgivningarna runt Los Freseros växer huvudsakligen savannskog.